# Książnice Wielkie
Książnice Wielkie is een plaats in het Poolse district Proszowicki, woiwodschap Klein-Polen. De plaats maakt deel uit van de gemeente Koszyce en telt 520 inwoners.